# Wiesław Budzyński
Wiesław Budzyński (ur. 1948) – polski dziennikarz i pisarz.

## Życiorys
Dziennikarz i pisarz, członek Stowarzyszenia Pisarzy Polskich. Znawca życia i twórczości Krzysztofa Kamila Baczyńskiego oraz Brunona Schulza.

## Wybrane publikacje
- Na straconej placówce, Wydawnictwo „RePrint”, Warszawa 1991
- Miłość i śmierć Krzysztofa Kamila, Wydawnictwo „Słowo”, Warszawa 1992 ISBN 83-900182-1-7
- Świątynia przodków: opowieści biograficzne, Wydawnictwo „Adam”, Warszawa 1995 ISBN 83-85207-73-2
- Testament Krzysztofa Kamila, Wydawnictwo Twój Styl, Warszawa 1998 ISBN 83-7163-112-X
- Dom Baczyńskiego, Instytut Wydawniczy Pax, Warszawa 2000 ISBN 83-211-1317-6
- Taniec z Baczyńskim: historia miłości Barbary i Krzysztofa Baczyńskich, Wydawnictwo Prószyński i S-ka, Warszawa 2001 ISBN 83-7337-005-6
- Warszawa Baczyńskiego, Wydawnictwo „Noir sur Blanc”, Warszawa 2004 ISBN 83-7392-081-1
- Śladami Baczyńskiego, Muzeum Historyczne m. st. Warszawy, Warszawa 2009 ISBN 978-83-88477-92-8
- Uczniowie Schulza, Państwowy Instytut Wydawniczy, Warszawa 2011 ISBN 978-83-06-03292-5
- Schulz pod kluczem, Świat Książki, Warszawa 2013 ISBN 978-83-7799-753-6
- Miasto Lwów: wszyscy jesteśmy lwowianami, Świat Książki, Warszawa 2014 ISBN 978-83-7943-727-6

## Ordery i odznaczenia
- Krzyż Oficerski Polonia Restituta[1]
- Medal Gloria Artis[1]
- Odznaka Zasłużony dla Warszawy[1]